# Blakea hirsuta
Blakea hirsuta là một loài thực vật có hoa trong họ Mua. Loài này được Berg ex Triana mô tả khoa học đầu tiên năm 1871.